# Galba
Galba (latinsko: Servius Sulpicius Galba Augustus), guverner Tarakonske Hispanije, 6. cesar Rimskega cesarstva od 24. decembra 68 do 15. januarja 69 in prvi cesar v letu štirih cesarjev,  * 24. december 3 pr. n. št., Terracina, Rimsko cesarstvo, † 15. januar 69, Rim, Rimsko cesarstvo. 

## Poreklo in vzpon na oblast
Rojen je bil pri Terracini v srednji Italiji kot Servij Sulpicij Galba. Po starem očetu po očetovi strani, ki mu je preprokoval, da bo postal cesar, je bil potomec pretorja Servija Sulpicija Galbe. Galbov oče je (kljub temu da je bil majhne rasti, grbav in mlačen govornik) dosegel položaj konzula in bil sposoben branilec na sodišču. 
Mati Mumija Ahaika je bila vnukinja Gaja Lutecija Katula, rimskega državnika in poveljnika rimske mornarice v prvi punski vojni in pravnukinja rimskega državnika in generala Lucija Mumija Ahaika. Galbov starejši brat Gaj je zapravil večino svojega premoženja in zapustil Rim in naredil samomor. Po očetovi poroki z Livijo Ocelino, ga je Livija posvojila. Privzel je njeno ime in se do prihoda na prestol preimenoval v  Lucija Livija Ocela Sulpicija Galba. 
Galba je torej izhajal iz plemiške in zelo premožne družine, vendar ni bil niti po poreklu niti s posvojitvijo v sorodu z nobenim od prvih petih rimskih cesarjev. Njegove izredne sposobnosti so opazili že v zgodnji mladosti  in Avgust in Tiberij sta mu napovedovala odlično prihodnost.
Galbova žena je bila s porokami svojih sorodnikov povezana z nekaterimi člani julijsko-klavdijske dinastije. Z Galbom sta imela sinova Galbo Majorja in Galbo Minorja, ki sta umrla pred svojim očetom. Galba Major je bil rojen okoli leta 25. Umrl je mlad, zato o njem in njegovem življenju ni skoraj nič znanega. Okoli leta 48 se je zaročil s svojo polsestro Antonijo Postumo, vendar se z njo ni poročil. Sodobni zgodovinarji iz tega sklepajo, da je pred tem umrl. Galba Minor je bil rojen med letoma 25 in 30. Preživel je svojega starejšega brata, vendar ne za dolgo. Leta 58 je bil kvestor, po tem letu pa se v politiki ni več pojavil. Rimski zgodovinar Svetonij omenja, da je "Galba Minor odkril očetovo ljubezensko razmerje s sužnjem in mu zagrozil, da bo to povedal mačehi, kar ga je privedlo v smrt". Nikoli se ni poročil in ni imel otrok. Umrl je verjetno okoli leta 60. 
Svetonij opisuje Galbo kot moža, ki je bil "v spolnem življenju bolj nagnjen k moškim". Njegova omemba je verjetno edini primer v rimski zgodovini, ki za imenovanega moškega trdi, da je dajal prednost odraslim moškim.
Pri 20 letih je postal pretor, pri 33 pa konzul. V provincah Galiji, Germaniji, Afriki in Hispaniji je pridobil velik ugled s svojimi vojaškimi sposobnostmi, strogostjo in nepristranskostjo. Po smrti cesarja Kaligule je zavrnil vabilo svojih prijateljev, naj kandidira za prestol, in ostal zvest Klavdiju. V prvi polovici Neronove vladavine je živel v odmaknjenosti do leta 61, ko mu je cesar podelil provinco Tarakonsko Hispanijo. 
Spomladi leta 68 mu je prišla na uho vest, da ga namerava Neron ubiti, hkrati je izvedel tudi za upor Julija Vindeksa v Galiji. Sprva se je tudi sam nameraval upreti, po Julijevem porazu in samomoru pa je začel omahovati. Po novici, da ga podpira pretorijanski prefekt Nimfidij Sabin, je znova oživel. Do takrat si je drznil uporabljati samo naslov "legat rimskega senata  in rimskega ljudstva", po Neronovem samomoru pa se je preimenoval v cezarja in odkorakal v Rim.  
Po Neronovi smrti je še pred Galbom poskušal priti na oblast Nimfidij Sabin, ki ni mogel doseči podpore pretorijanske garde in je bil ubit. Galba se je še pred prihodom v mesto oktobra 68 srečal z vojaki, ki so mu predstavili svoje zahteve. Njihove zahteve je zavrnil in jih mnogo pobil. 

## Vladanje in padec

### Vladanje
Galba se je med svojim kratkotrajnim vladanjem ukvarjal prevsem z zdravljenjem državnih financ. Sprožil je veliko nepriljubljenih ukrepov, med katerimi je bil najnevarnejši preklic izplačila nagrad pretorijancem, ki so jih obljubili v njegovem imenu. Galba je pretorijancem s prezirom očital, da za svojo zvestobo ne morejo pričakovati podkupnine. 
Po celem cesarstvu je postal znan po svoji neusmiljenosti. Zgodovinar Svetonij pravi, da je v vseh pokrajinah, kjer ga niso takoj potrdili za cesarja, predpisal izredno visoke davke.. Mnogo ljudi je usmrtil brez sodbe in le redko uslišal prošnje za zaščito pravic državljanov.  Ljudem se je zagnusil tudi zaradi svoje nizkotnosti in odpora do pompa in razkazovanja. Visoka starost je skrhala njegovo moč, zato je bil popolnoma v oblasti svojih ljubljencev Tita Vinija, ki je postal Galbov tovariš kot konzul, Kornelija Laka, komandanta pretorijanske garde, in svojega osvobojenega sužnja, Icela Marcijana.Trojico so zaradi njihovega vpliva na Galbo imenovali "trije vzgojitelji". Novi cesar je bil zaradi vsega tega izredno nepriljubljen.

### Upor
1. januarja 69 sta dve legiji v Gornji Germaniji odklonili prisego zvestobe novemu cesarju. Vojaki so prevračali njegove kipe in zahtevali izbiro novega cesarja. Naslednji dan so se uprle tudi legije v Spodnji Germaniji in za novega cesarja izvolile guvernerja svoje province Vitelija. Po uporu se je Galba zavedel svoje nepriljubljenosti in splošnega nezadovoljstva. Da bi preprečil še večje nezadovoljstvo, je za svojega pomočnika  in naslednika izbral Lucija Kapurnija Pizona. Ljudstvo je na njegovo izbiro gledalo kot na znamenje strahu, pretorijanci pa so bili ogorčeni, ker niso mogli pričakovati običajnih beneficij.

### Umor
Mark Salvij Oton, bivši guverner Luzitanije in eden od Galbovih prvih pristašev, je bil razočaran, ker ni bil sam izbran za Galbovega naslednika. Pogajati se je začel z nezadovoljnimi pretorijanci, dokler ga niso priznali za novega cesarja. Galba se je kljub temu, da je bil šibak in so ga morali nositi v nosilnici, poskušal pogajati z uporniki. Pri breznu na rimskem forumu je naletel na oddelek Otonove konjenice, ki ga je ubila. Kmalu za njim so ubili tudi Pizona. Plutarh pripoveduje, da je Galba tik pred smrtjo razkril svoj vrat in rekel: "Udari, če bo to dobro za Rimljane". Po Svetonijevem pisanju je Galba pred smrtjo oblekel platnen steznik, čeprav je vedel, da ga bo slabo ščitil pred številnimi napadalci. Galbovo glavo so prinesli Otonu, ki jo je predal svojim pristašem, da so z njo paradirali in jo zasmehovali. Glavo je zatem odkupil osvobojen suženj in jo odvrgel na mestu, kjer je bil na Galbov ukaz usmrčen njegov gospodar. Glavo in truplo so kasneje pokopali v grob ob Avrelijanski cesti. 
Zasluge za Galbov umor si je lastilo približno 120 ljudi, ki so zato od Otona pričakovali nagrado. Sestavili so pisni seznam svojih imen, ki je po Otonovem samomoru prišel v roke njegovemu  nasledniku Viteliju. Vse s seznama so usmrtili.  

## Vira
- Egon Flaig, Den Kaiser herausfordern. Die Usurpation im Römischen Reich, Frankfurt/Main 1992, ISBN 3-593-34639-7.
- Kenneth Wellesley, The year of the four emperors, 3. izdaja, London, 2000, ISBN 0-415-23228-7.

| Galba Leto štirih cesarjev Rojen: 24. december 3 pr. n. št. Umrl: 15. januar 69 |                                |                 |
| Vladarski nazivi                                                                |                                |                 |
| Predhodnik: Neron                                                               | Cesar Rimskega cesarstva 68-69 | Naslednik: Oton |